# Петър Салтиров
Петър Салтиров Илиев е български офицер, генерал-майор.

## Биография
Роден е на 29 юни 1930 г. във врачанското село Крива бара. Завършва реална гимназия в село Койнаре. От 12 август 1950 до 8 септември 1951 г. учи във Военното училище в София. След това е назначен за командир на взвод в 76-и стрелкови полк в Кюстендил. Остава на този пост до 19 юни 1952 г. Между 20 септември 1952 и 21 април 1955 г. е командир на батарея в същия полк. От 22 април до 28 ноември 1955 г. е началник на щаба на дивизион в 76-и стрелкови полк в Оряхово. В периода 29 ноември 1955 – 16 юли 1958 г. е командир на батарея в същия полк в Оряхово. От 17 юли 1958 до 13 октомври 1959 г. е командир на 2-ра минохвъргачна батарея на 27-и отделен стрелкови полк. На 14 октомври 1959 г. е назначен за началник на щаба на 17-и отделен изтребителен противотанков дивизион. Остава на този пост до 20 февруари 1961 г. От 21 февруари до 17 септември 1961 г. е на разпореждане на Управление „Кадри“, като остава на работа в 17-а мотострелкова дивизия. Между 18 септември 1961 и 18 октомври 1964 г. е заместник-началник на щаба на 1-ви ракетен дивизион от 56-а армейска ракетна бригада в Карлово, като по това време изучава нова техника в Артилерийско-технически център.
В периода 19 май 1962 – 31 юли 1966 г. е началник на щаба на 1-ви ракетен дивизион от 56-а армейска ракетна бригада в Карлово. От 1 август 1966 до 28 юли 1969 г. учи във Военната академия в София профил „земна артилерия-команден“. След това отново е на разпореждане на Управление „Кадри“ за 2 месеца между 29 юли и 29 септември 1966. Началник е на Оперативна част на 56-а ракетна бригада (30 септември 1959 – 25 септември 1970), началник на щаба на 56-а ракетна бригада (26 септември 1970 – 8 октомври 1973). Между 9 октомври 1973 и 14 октомври 1982 г. е командир на 56-а ракетна бригада. В периода 15 октомври 1982 – 8 август 1991 г. е комендант на Софийския гарнизон. От 9 август 1991 до 31 март 1992 г. е на разпореждане на Управление „Кадри“ по щат А-187. Излиза в запаса на 1 април 1992 г. Синът му Илия Салтиров е полковник професор във Военномедицинска академия.

## Образование
- Военно училище – 12 август 1950 до 8 септември 1951
- Военна академия „Георги Раковски“ – 1 август 1966 до 28 юли 1969

## Военни звания
- лейтенант (9 септември 1951)
- старши лейтенант (9 март 1953)
- капитан (27 февруари 1956)
- майор (16 април 1961)
- подполковник (7 октомври 1965)
- полковник (25 септември 1970)
- генерал-майор (7 септември 1984)[3]

## Награди
- Медал „За безупречна служба“ – III ст.
- Медал „30 години социалистическа революция“
- „9 септември 1944 г.“ – I ст. с мечове
- „Червено знаме“
- орден „1300 години България“